# Alloplasta multicolor
Alloplasta multicolor är en stekelart som beskrevs av Henry Keith Townes, Jr. 1978. Alloplasta multicolor ingår i släktet Alloplasta och familjen brokparasitsteklar. Inga underarter finns listade i Catalogue of Life.